# Persone di nome Publio/Politici
| Questa pagina contiene informazioni ricavate automaticamente dalle voci biografiche con l'ausilio del template Bio e di un bot. L'aggiornamento è periodico e automatico e ricostruisce completamente la pagina. Se manca una persona in questa lista, sei pregato di non aggiungerla, ma accertati piuttosto che la sua voce biografica contenga il template Bio e che i dati anagrafici siano correttamente compilati. Se il template Bio manca, inseriscilo tu stesso o, in alternativa, metti l'avviso {{tmp\|Bio}} che ne segnala la mancanza. Se i dati riportati sono sbagliati, correggi direttamente la voce biografica; le modifiche saranno visibili in questa lista entro pochi giorni. Per chiarimenti vedi il progetto antroponimi. La lista contiene solo le 127 persone che sono citate nell'enciclopedia e per le quali è stato implementato correttamente il template Bio. Pagina aggiornata al 22 lug 2025. |

Questa è una lista di persone presenti nell'enciclopedia che hanno il nome Publio e sono politici.

## A(4)
- Publio Anteio Rufo, politico romano († 66)
- Publio Antistio, politico romano (Roma - † 82 a.C.)
- Publio Acilio Attiano, politico e militare romano
- Publio Autronio Peto, politico romano

## C(23)
- Publio Cornelio Anullino, politico e senatore romano
- Giuvenzio Celso Figlio, politico e giurista romano (n. 67 - † 130)
- Publio Cornelio Cetego, politico romano
- Publio Clelio Sículo, politico e militare romano
- Publio Clodio Pulcro, politico romano (Roma - Bovillae, † 52 a.C.)
- Publio Cornelio Arvina, politico e generale romano
- Publio Cornelio Cetego, politico romano
- Publio Cornelio Cosso, politico romano (Roma)
- Publio Cornelio Cosso, politico romano (Roma)
- Publio Cornelio Lentulo Caudino, politico romano
- Publio Cornelio Maluginense, politico e militare romano (Roma)
- Publio Cornelio Maluginense, politico e militare romano
- Publio Cornelio Rufino, politico romano
- Publio Cornelio Rutilo Cosso, politico e militare romano (Roma)
- Publio Cornelio Scapula, politico romano
- Publio Cornelio Scipione Asina, politico romano
- Publio Cornelio Scipione Nasica Corculo, politico romano († 141 a.C.)
- Publio Cornelio Scipione Nasica Serapione, politico romano
- Publio Cornelio Scipione Salvitone, politico romano
- Publio Cornelio Scipione, politico e militare romano
- Publio Cornelio Silla, politico e generale romano († 45 a.C.)
- Publio Licinio Crasso, politico romano
- Publio Curiazio Fisto Trigemino, politico romano († 453 a.C.)

## D(4)
- Publio Decio Mure, politico e militare romano (Sentino, † 295 a.C.)
- Publio Licinio Crasso, politico e militare romano († 87 a.C.)
- Publio Decio Mure, politico romano († 279 a.C.)
- Publio Decio Mure, politico romano († 340 a.C.)

## E(5)
- Publio Elio Ligure, politico romano
- Publio Elio Peto, politico romano
- Publio Elio Peto, politico romano († 174 a.C.)
- Publio Elio Valente, politico romano
- Publio Elvio Pertinace, politico romano († 213)

## F(4)
- Publio Falcidio, politico romano
- Publio Fiori, politico italiano (Roma, n. 1938 - Roma, † 2024)
- Publio Furio Filo, politico romano († 213 a.C.)
- Publio Furio Medullino Fuso, politico e militare romano († 464 a.C.)

## L(6)
- Publio Cornelio Lentulo Spintere, politico romano (Farsalo, † 48 a.C.)
- Publio Licinio Calvo Esquilino, politico romano
- Publio Licinio Calvo Esquilino, politico e militare romano
- Publio Licinio Crasso Dive Muciano, politico romano († 130 a.C.)
- Publio Licinio Crasso, politico e generale romano (Roma - Carre, † 53 a.C.)
- Publio Lucrezio Tricipitino, politico romano

## M(8)
- Publio Manilio, politico romano
- Publio Manlio Capitolino, politico e militare romano
- Publio Manlio Vulsone, politico romano
- Publio Manlio Vulsone, politico romano
- Publio Melio Capitolino, politico romano
- Publio Minucio Augurino, politico romano (Roma)
- Publio Mucio Scevola, politico romano
- Publio Muzio Scevola, politico e giurista romano († 115 a.C.)

## N(2)
- Publio Cornelio Scipione Nasica Serapione, politico romano (Pergamo, n. 183 a.C. - Pergamo, † 132 a.C.)
- Publio Numitorio, politico e militare romano (Roma)

## O(1)
- Publio Ostorio Scapula, politico romano († 52)

## P(29)
- Publio Ampelio, politico romano
- Publio Calpurnio Atiliano, politico romano
- Publio Celio Balbino Vibullio Pio, politico romano
- Publio Cornelio Dolabella, politico romano († 282 a.C.)
- Publio Cornelio Maluginense Cosso, politico e militare romano
- Publio Petronio Turpiliano, politico romano (Roma)
- Publio Petronio, politico romano
- Publio Pinario Mamercino Rufo, politico romano
- Publio Plauzio Proculo, politico romano
- Publio Pomponio Secondo, politico e scrittore romano
- Publio Popilio Lenate, politico romano
- Publio Postumio Tuberto, politico romano
- Publio Valerio Publicola, politico romano
- Publio Publilio Ceionio Giuliano, politico romano
- Publio Sulpicio Galba Massimo, politico romano
- Publio Cornelio Dolabella, politico e militare romano (Roma - Laodicea, † 43 a.C.)
- Publio Varinio, politico e generale romano
- Publio Licinio Crasso Divite, politico romano († 183 a.C.)
- Publio Cornelio Secolare, politico romano
- Publio Porcio Laeca, politico romano
- Publio Cornelio, politico romano
- Publio Cornelio Silla, politico romano
- Publio Cornelio Lentulo, politico e militare romano
- Publio Rutilio Lupo, politico romano
- Publio Attio Varo, politico e militare romano († 45 a.C.)
- Publio Servilio Rullo, politico romano
- Publio Cornelio Scipione Nasica, politico romano
- Publio Mummio Sisenna Rutiliano, politico romano
- Publio Petronio Turpiliano, politico romano († 68)

## R(4)
- Publio Cornelio Rufino, politico romano
- Publio Sulpicio Rufo, politico romano (Roma, n. 121 a.C. - Laurentum, † 88 a.C.)
- Publio Rupilio, politico romano († 123 a.C.)
- Publio Rutilio Lupo, politico e militare romano (Lago del Turano, † 90 a.C.)

## S(22)
- Publio Sulpicio Quirinio, politico e militare romano (Lanuvio - † 21)
- Publio Cazio Sabino, politico e senatore romano
- Publio Marzio Sergio Saturnino, politico romano
- Publio Sulpicio Saverrione, politico e militare romano
- Publio Giulio Scapola Tertullo Prisco, politico romano
- Publio Cornelio Scipione, politico e militare romano (Roma - Liternum, † 183 a.C.)
- Publio Cornelio Scipione Barbato, politico romano
- Publio Cornelio Scipione, politico romano
- Publio Sempronio Sofo, politico romano
- Publio Servilio Gemino, politico romano
- Publio Servilio Prisco Strutto, politico e militare romano
- Publio Servilio Prisco, politico romano († 463 a.C.)
- Publio Servilio Vatia Isaurico, politico e militare romano († 44 a.C.)
- Publio Servilio Vatia Isaurico, politico romano
- Publio Sestio Capitone, politico romano
- Publio Sestio, politico romano (Roma - Roma)
- Publio Settimio Geta, politico romano (Leptis Magna)
- Publio Silio Nerva, politico e militare romano
- Publio Sempronio Sofo, politico e militare romano
- Publio Suillio Rufo, politico romano
- Publio Sulpicio Rufo, politico e generale romano
- Publio Sulpicio Saverrione, politico e generale romano

## V(15)
- Publio Valerio Faltone, politico romano
- Publio Licinio Valeriano, politico romano
- Publio Valerio Flacco, politico romano
- Publio Valerio Potito Publicola, politico e militare romano
- Publio Valerio Publicola, politico e militare romano († 503 a.C.)
- Publio Valerio Publicola, politico e militare romano (Campidoglio, † 460 a.C.)
- Publio Quintilio Varo, politico romano (Cremona - Foresta di Teutoburgo, † 9)
- Publio Vatinio, politico e generale romano
- Publio Ventidio Basso, politico e generale romano (Asculum)
- Publio Villio Tappulo, politico romano
- Publio Vinicio, politico romano
- Publio Vitellio il Vecchio, politico romano (Nuceria Alfaterna)
- Publio Vitellio Saturnino, politico romano
- Publio Vitellio il Giovane, politico romano (Nuceria Alfaterna - † 32)
- Publio Volumnio Amintino Gallo, politico romano